# Département de Monteros
Le département de Monteros est une des 17 subdivisions de la province de Tucumán, en Argentine. Son chef-lieu est la ville de Monteros.
Le département a une superficie de 1 169 km2. Sa population s'élevait à 58 442 habitants, suivant le recensement de 2001 (source : INDEC).

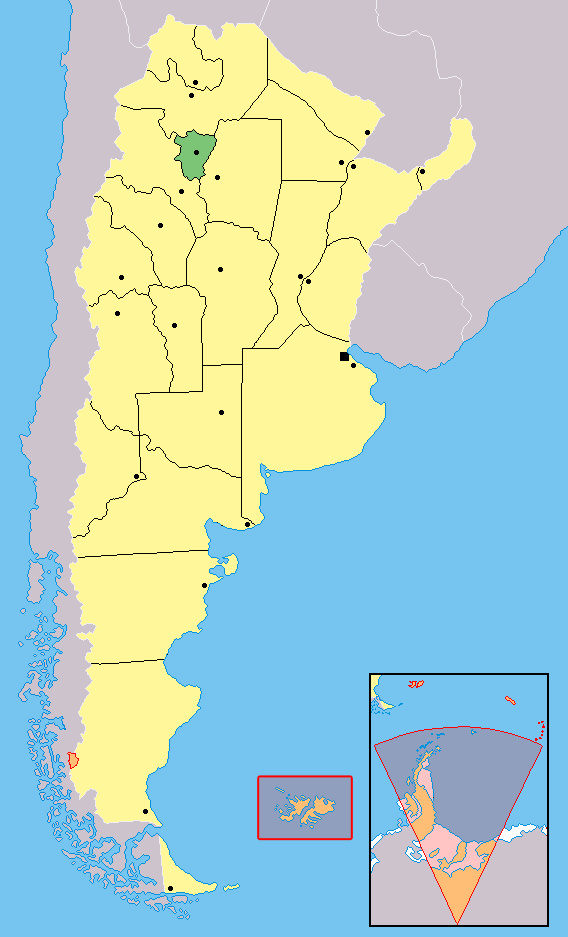
Localisation de la province de Tucumán en Argentine